# 26634 Balasubramanian
26634 Balasubramanian è un asteroide della fascia principale. Scoperto nel 2000, presenta un'orbita caratterizzata da un semiasse maggiore pari a 3,0635774 UA e da un'eccentricità di 0,1626710, inclinata di 0,51850° rispetto all'eclittica.